# Lars Mathias Törngren
Lars Mathias Törngren, född 28 maj 1789 i Karlskrona amiralitetsförsamling, Blekinge län, död 1874 i Uppsala, var en svensk militär och ämbetsman.
Törngren var överstelöjtnant och senare postinspektor i Uppsala från 1857 till 1873 på den Clasonska gården. År 1826 gifte han sig med friherrinnan Hillevi Posse af Säby, dotter till friherre Gustaf Mauritz Posse af Säby (1775–1842) och friherrinnan Gustava Eleonora Örnfelt (1771–1828).
Han var far till Lars Mauritz Törngren.